# Tòa Thương Bạc
Tòa Thương Bạc tọa lạc bên bờ bắc sông Hương (nay là Trung tâm văn hóa thành phố Huế nằm trên đường Trần Hưng Đạo), là một di tích thuộc quần thể di tích cố đô Huế ở Việt Nam.

## Lịch sử

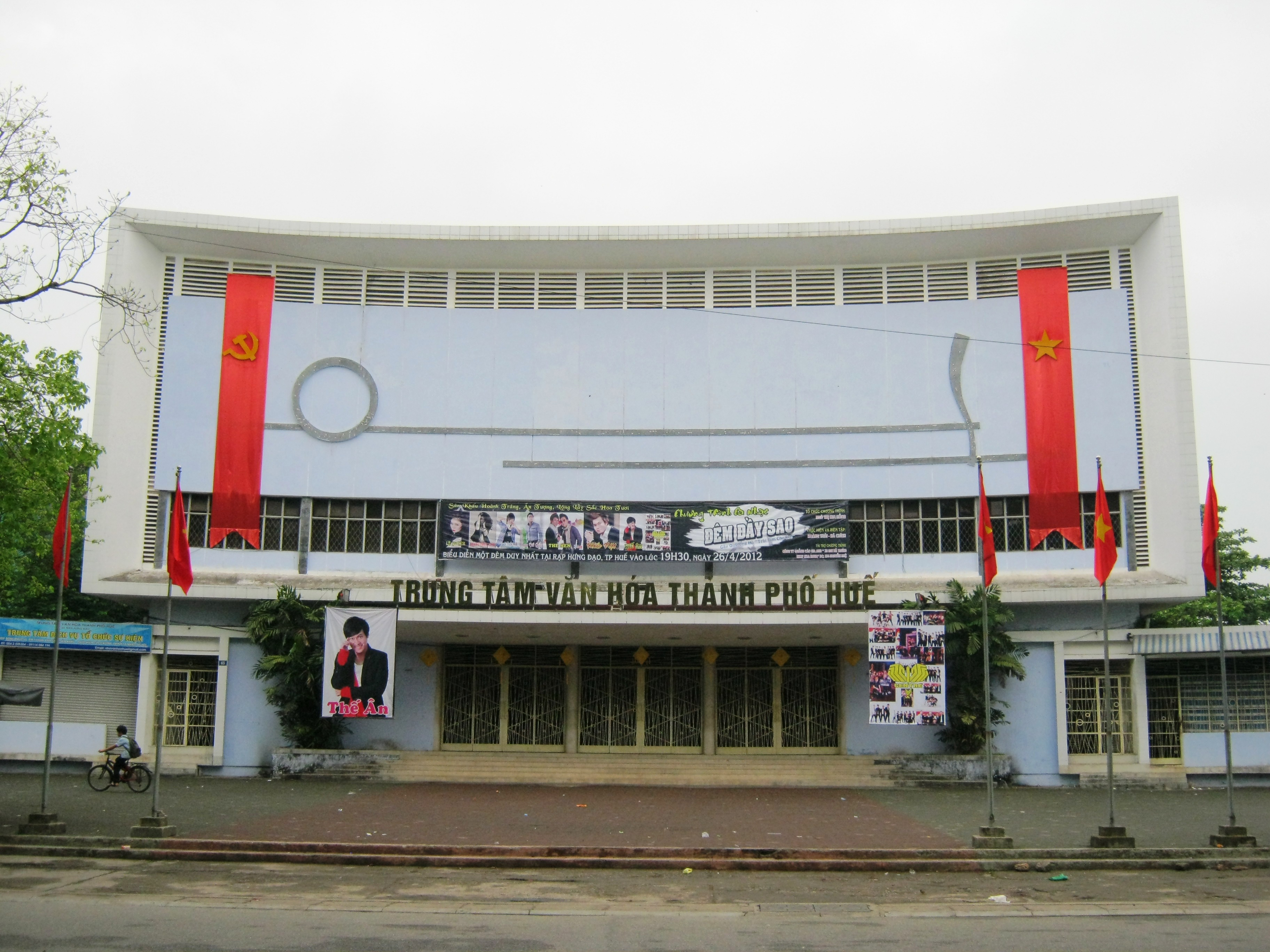
Ở vị trí này trước đây là Tòa Thương Bạc của triều Nguyễn

Dưới triều Nguyễn, vua Minh Mạng cho xây dựng Cung Quán còn gọi là Công Quán tại phía Đông - Bắc kinh thành Huế, ở bên trong cửa Đông Bắc (cửa Kẻ Trài), trước mặt đồn Mang Cá là trụ sở để đón tiếp các sứ thần nước ngoài.
Tháng 5 (âm lịch) năm Tự Đức 28 (1875), do không muốn đón tiếp các sứ giả ngoại quốc trong khu vực Kinh Thành nên vua Tự Đức cho làm Sở Thương Bạc tại vị trí mới, bên ngoài cửa Thượng Tứ (cửa Đông Nam), bao gồm nhiều công trình để tiếp đón các sứ thần và là nơi làm việc hàng ngày của các quan lo việc ngoại giao, đồng thời cũng để tiện việc đối phó với các đại diện của tòa Khâm sứ Pháp.
Ngày 6 tháng 6 năm 1884, trên một chiếc tàu đậu giữa sông Hương, trước Tòa Thương Bạc, đại diện nhà Nguyễn là các đại thần: Nguyễn Văn Tường, Phạm Thuận Duật, Tôn Thất Phan; đại diện Pháp là Đại sứ Patenôtre đã ký kết Hòa ước Patenôtre, còn gọi là Hòa ước Giáp Thân. Đây là hòa ước cuối cùng nhà Nguyễn ký với thực dân Pháp để công nhận sự đầu hàng của mình.
Sau ngày kinh đô Huế thất thủ (5 tháng 7 năm 1885), tướng Tôn Thất Thuyết đem vua Hàm Nghi chạy ra Tân Sở (Quảng Trị), Tòa Thương Bạc không còn được dùng làm nơi đón tiếp các sứ giả nước ngoài nữa, mà lần lượt làm bản doanh của quân đội Pháp, tiếp đến được làm phủ của Nguyễn Văn Tường, rồi thành trường Hậu Bổ, trường Uyên Bác, và cuối cùng làm Viện Cổ học, trước khi nó bị bỏ hoang rồi sụp đổ dưới triều vua Bảo Đại.
Năm 1936, vua Bảo Đại cho dựng lên bên bờ sông Hương (đối diện cửa Thượng Tứ và gần vị trí Tòa Thương Bạc xưa, mà nay là Trung tâm văn hóa thành phố Huế) một tiểu đình hình bát giác bằng các vật liệu mới (xi măng, cốt thép) để ghi nhớ di tích ấy . Toàn bộ công trình được dựng trên một nền vuông cao 1,3 m, xung quanh có lan can, mặt trước và mặt sau đều có gắn chữ Thương Bạc đúc bằng xi măng. Phần trên là một lầu hình vuông không cao lắm. Phía trong là sân rộng, xây hai hồ bằng xi măng có đắp giả sơn, đứng chầu hai bên hồ cân đối với tòa nhà là bốn con rồng đá chạm trổ tinh vi; hướng ra ngoài phố là 4 trụ biểu hình vuông cao lớn, trên đỉnh đều gắn bông sen, trên mỗi trụ biểu còn gắn câu đối bằng sành sứ ghi lại cảnh đẹp trù phú của Kinh đô Huế .
Thi sĩ tiền chiến Ưng Bình Thúc Giạ Thị (1877-1961), cháu nội Tuy Lý Vương, nhân tới chơi tiểu đình Thương Bạc, nhớ chuyện ký hòa ước năm xưa (1884), có cảm tác một bài thơ luật mà thi sĩ Quách Tấn còn nhớ được bốn câu:
...Võng bác Thượng thơ ra trước bến,
Tàu ông Nguyên soái đậu ngoài khơi.
Giảng hòa mực ký xong hai chữ,
Bảo hộ cờ bay đã mấy đời!